# 凱烏

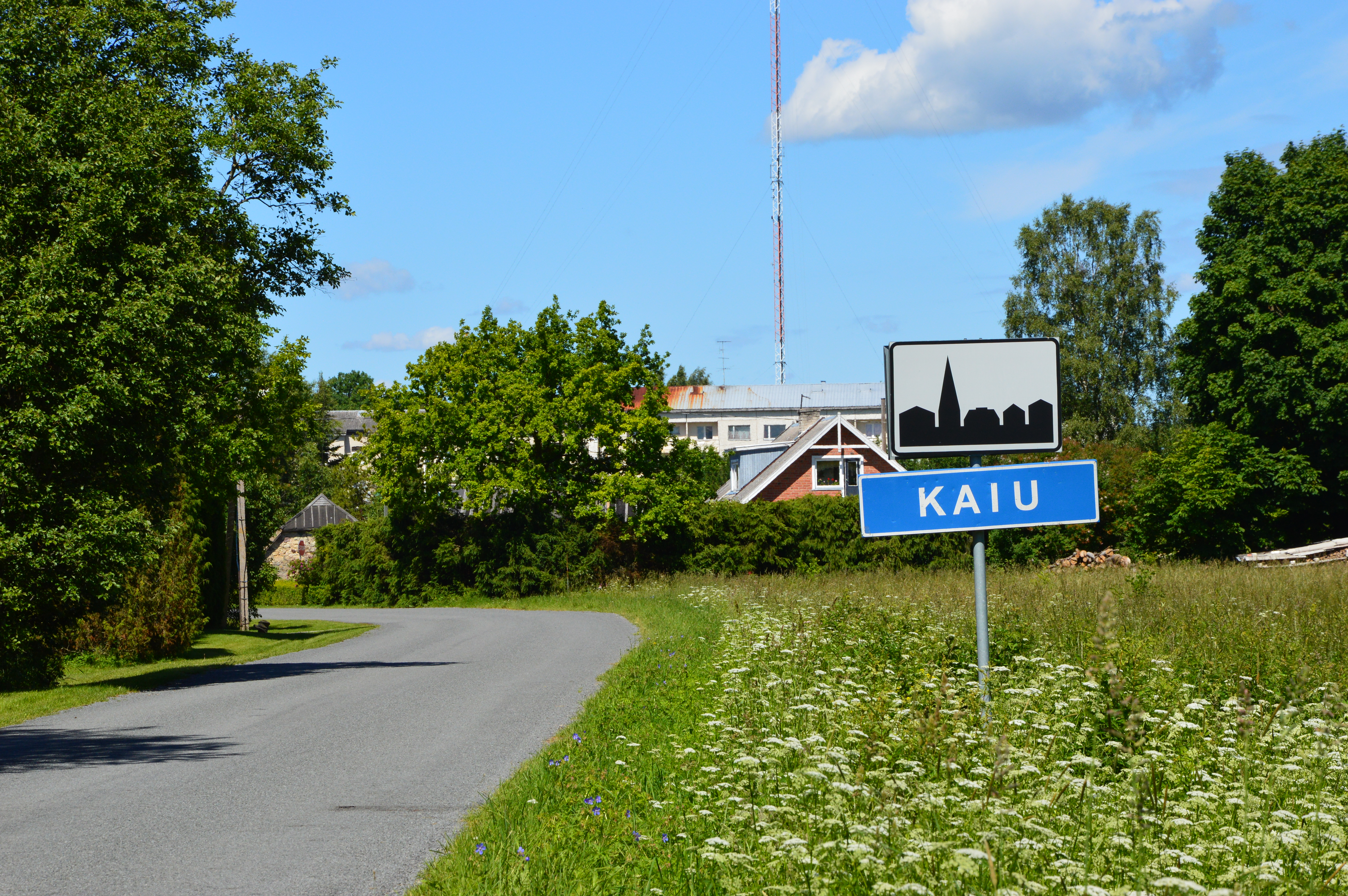
凱烏镇风貌

凱烏，是愛沙尼亞拉普拉縣拉普拉市镇内的小鎮，位於該國西部，曾是凱烏市镇的行政中心，鎮上建有一座信義宗教堂，2011年該城鎮人口為434。
59°00′51″N 25°03′06″E / 59.01417°N 25.05167°E